# Peters Pneu Renova
Die Peters Pneu Renova KG war das größte Unternehmen für Reifenrunderneuerung in Europa mit Sitz in Bad Homburg vor der Höhe. Heute noch erinnert der Name Peters-Pneu-Kreuzung an das Unternehmen.

## Geschichte des Unternehmens

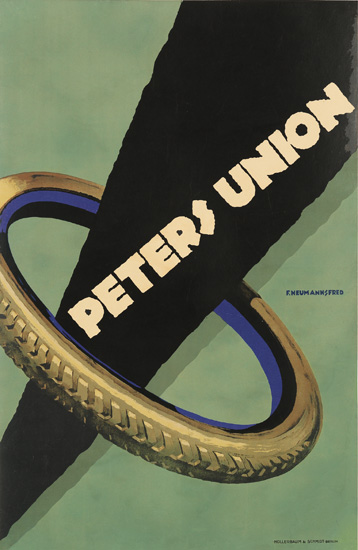
Peters Union, Plakat von Fred Neumann (1918)

1930 wurde der Frankfurter Reifenhersteller Peters Union AG von der Continental Gummiwerke AG übernommen. Der bisherige Direktor der Peters Union AG, Heinrich Peter (1882–1965), sein Neffe Christian Engelmann (1898–1989) und sein Schwiegersohn, Emil Pauly gründeten daraufhin 1927/28 die Peters Pneu Renova KG als Anbieter von Reifenrunderneuerung.
Die Firma nutzte die ehemalige Zwieback-Fabrik Henry Pauly in der Saalburgstraße 151–159 in Bad Homburg (Stadtteil Dornholzhausen) als Betriebsgebäude. Die Vereinigten Friedrichsdorfer Zwiebackwerke Henry und J.F. Pauly nutzen künftig nur noch das Betriebsgelände in der Kirdorfer Bachstraße. Das Gebäude in der Saalburgstraße wurde zu diesem Zweck vollständig umgebaut. Weithin sichtbar war der 65 m hohe Schornstein der Fabrik.
Das Unternehmen wuchs mit der zunehmenden Motorisierung stark an. Waren bei Gründung zwölf Facharbeiter aus dem Frankfurter Betrieb übernommen worden, beschäftigte man 1938 bereits 220 Mitarbeiter. Während des Zweiten Weltkrieges waren außerdem auf dem Werksgelände mindestens 60 russische Zwangsarbeiter als „Ostländer“ aus dem anliegenden Arbeitslager in Oberstedten beschäftigt. Nach Kriegsende 1945 waren nur noch 30 Arbeiter im Werk tätig. Das Wirtschaftswunder bewirkte eine starke Expansion: 1952 wurden 400 Mitarbeiter, 1956 schon 600 und 1959 bereits 700 Mitarbeiter beschäftigt. Den Höhepunkt erreichte das Werk 1971 mit 1.000 Beschäftigten. Damit war die Firma der zweitgrößte Industriebetrieb von Bad Homburg. Im Dreischichtbetrieb wurden täglich 1957 fast 2.000 Autoreifen aufgearbeitet. Die Anlage verbrauchte alleine zwölf Tonnen Kohle am Tag. 1971 war die Tagesproduktion auf 6.000 Reifen angewachsen.
Mit der Expansion einher ging der Ausbau der Fabrikanlagen. Zum Schluss war das gesamte Areal zwischen Hohemarkstraße, Kälberstücksweg, Dietrich-Bonhoeffer-Straße und Saalburgstraße bebaut. 1956 wurde das benachbarte „Haus Elim“ eine Haushaltungs- und Kochschule der Marburger Blauen Schwestern erworben und als Verwaltungsgebäude genutzt.
Am 20. Juni 1973 meldete die Firma beim Amtsgericht Bad Homburg v. d. Höhe Vergleich an. Ursache war ein Preisverfall bei Neureifen, der zu einem starken Umsatzrückgang führte. Verkaufsverhandlungen des Unternehmens scheiterten und so musste am 28. Juni das Konkursverfahren beantragt werden.
Der Maschinenpark wurde durch die italienische Firma Marangoni Meccanica aus Rovereto gekauft. Deren Plan, ein Nachfolgeunternehmen mit 300 der Facharbeitern im benachbarten Wehrheim zu errichten scheiterte daran, dass die Wehrheimer Gemeindevertretung am 20. September 1973 die Ansiedlung wegen der damit verbundenen Umweltbelastung ablehnte.

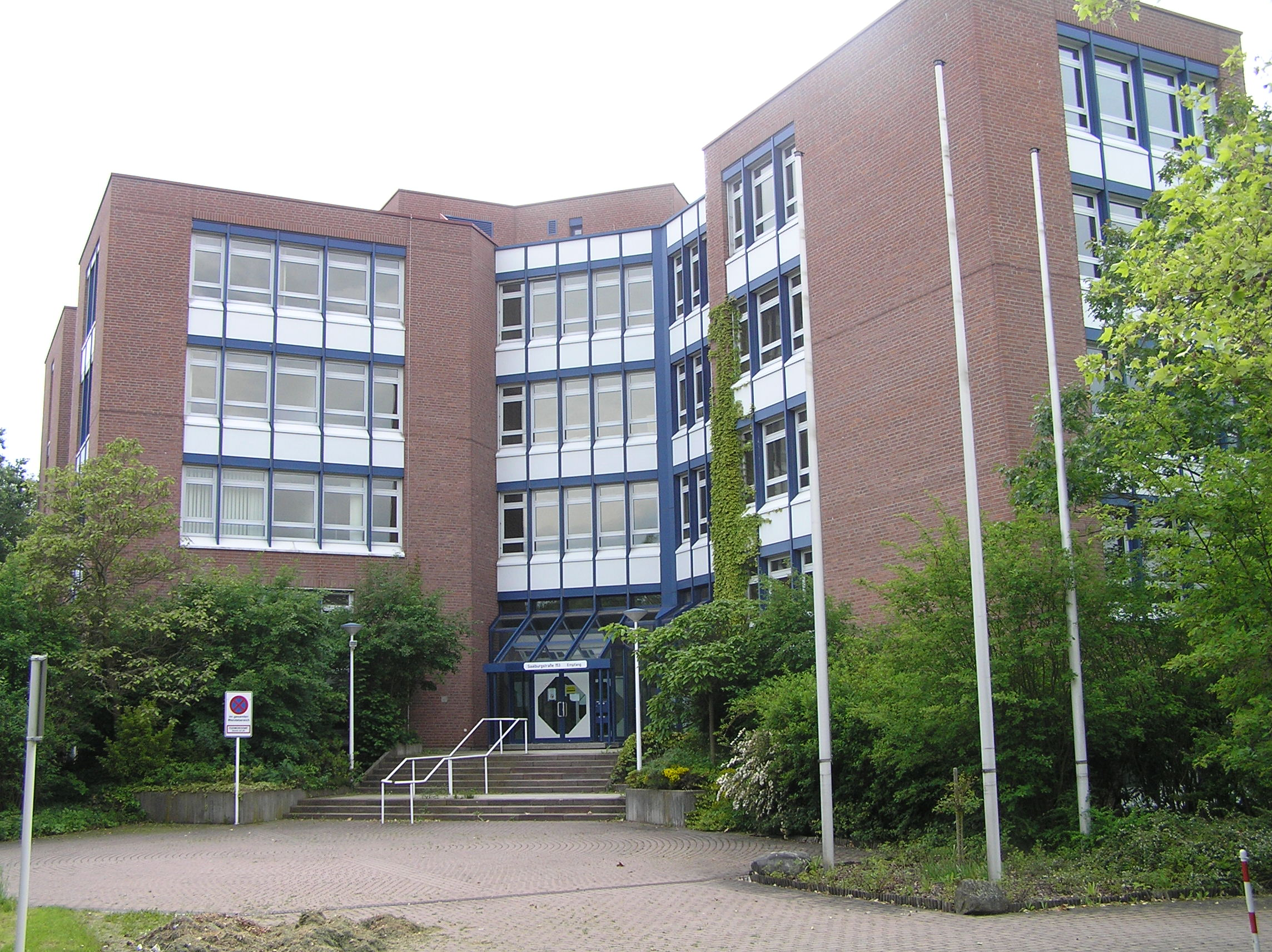
Bad Homburg, alte Zentrale Eli Lilly

Das 50.000 m² große Betriebsgelände wurde am 28. September 1978 mit einem Schätzwert von 12,6 Millionen DM zur Zwangsversteigerung gebracht. Der einzige Bieter, die Fresenius bot nur 4,1 Millionen DM und kam nicht zum Zuge. Erst 1980 wurde das Gelände an die Eli Lilly and Company verkauft. Am 12. Juni 1982 wurde der 65 m hohe Schornstein der Fabrik gesprengt. Bis 1988 entstand auf dem Gelände die Deutschlandzentrale von Eli Lilly und der Büropark Bad Homburg sowie Mehrfamilienhäuser. Nach dem Umzug von Eli Lilly in einen neuen Bürokomplex wurden die Bürogebäude ab 2014 abgerissen und weitere Mehrfamilienhäuser auf dem ehemaligen Firmengelände errichtet.

## Peters-Pneu-Kreuzung
Die Peters-Pneu-Kreuzung ist die Kreuzung aus Bundesstraße 456 und Saalburgstraße. Siehe hierzu Bundesstraße 456#Peters-Pneu-Renova-Kreuzung, Bad Homburg.